# Llista de primers ministres d'Itàlia
Aquesta és una llista de les persones que han ocupat el càrrec de primer ministre italià.
| Núm. (Rep.) | Transcurs del mandat                          | Duració del mandat | Primer Ministre                                       | Partit                         |
| ----------- | --------------------------------------------- | ------------------ | ----------------------------------------------------- | ------------------------------ |
| 1.          | 17 de març – 6 de juny de 1861                | 75 dies            | Camillo Benso, comte de Cavour                        | PLCI                           |
| 2.          | 6 de juny de 1861 – 4 de març de 1862         | 264 dies           | Bettino Ricasoli (1a vegada)                          | PLCI                           |
| 3.          | 4 de març – 9 de desembre de 1862             | 280 dies           | Urbano Rattazzi (1a vegada)                           | PDI                            |
| 4.          | 9 de desembre de 1862 – 24 de març de 1863    | 106 dies           | Luigi Carlo Farini                                    | PLCI                           |
| 5.          | 24 de març de 1863 – 23 de setembre de 1864   | 1 any 188 dies     | Marco Minghetti (1a vegada)                           | PLCI                           |
| 6.          | 23 de setembre de 1864 – 17 de juny de 1866   | 1 any 265 dies     | Alfonso Ferrero, Cavaliere La Marmora                 | PLCI                           |
| 7           | 17 de juny de 1866 – 11 d'abril de 1867       | 294 dies           | Bettino Ricasoli (2a vegada)                          | PLCI                           |
| 8.          | 11 d'abril de 1867 – 27 d'octubre de 1867     | 200 dies           | Urbano Rattazzi (2a vegada)                           | PDI                            |
| 9.          | 27 d'octubre de 1867 – 14 de desembre de 1869 | 2 anys 48 dies     | Federico Luigi, Conte Menabrea                        | PLCI                           |
| 10.         | 14 de desembre de 1869 – 10 de juliol de 1873 | 3 anys 208 dies    | Giovanni Lanza                                        | PLCI                           |
| 11.         | 10 de juliol de 1873 – 25 de març de 1876     | 2 anys 259 dies    | Marco Minghetti (2a vegada)                           | PLCI                           |
| 12.         | 25 de març de 1876 – 24 de març de 1878       | 1 any 364 dies     | Agostino Depretis                                     | PDI                            |
| 13.         | 24 de març de 1878 – 19 de desembre de 1878   | 270 dies           | Benedetto Cairoli                                     | PDI                            |
| 14.         | 19 de desembre de 1878 – 14 de juliol de 1879 | 214 dies           | Agostino Depretis (2a vegada)                         | PDI                            |
| 15.         | 14 de juliol de 1879 – 29 de maig de 1881     | 1 any 319 dies     | Benedetto Cairoli (2a vegada)                         | PDI                            |
| 16.         | 29 de maig de 1881 – 29 de juliol de 1887     | 6 anys 61 dies     | Agostino Depretis (3a vegada)                         | PDI                            |
| 17.         | 29 de juliol de 1887 – 6 de febrer de 1891    | 3 anys 192 dies    | Francesco Crispi (1a vegada)                          | PDI                            |
| 18.         | 6 de febrer de 1891 – 15 de maig de 1892      | 1 any 99 dies      | Antonio Starabba, Marchese di Rudinì (1a vegada)      | PLCI                           |
| 19.         | 15 de maig de 1892 – 15 de desembre de 1893   | 1 any 214 dies     | Giovanni Giolitti (1a vegada)                         | PLI                            |
| 20.         | 15 de desembre de 1893 – 10 de març de 1896   | 2 anys 86 dies     | Francesco Crispi (2a vegada)                          | PDI                            |
| 21.         | 10 de març de 1896 – 29 de juny de 1898       | 2 anys 111 dies    | Antonio Starabba, Marchese di Rudinì (2a vegada)      | PLCI                           |
| 22.         | 29 de juny de 1898 – 24 de juny de 1900       | 1 any 360 dies     | Luigi Pelloux                                         | PLCI                           |
| 23.         | 24 de juny de 1900 – 15 de febrer de 1901     | 236 dies           | Giuseppe Saracco                                      | PDI/PLI                        |
| 24.         | 15 de febrer de 1901 – 3 de novembre de 1903  | 2 anys 261 dies    | Giuseppe Zanardelli                                   | PLI                            |
| 25.         | 3 de novembre de 1903 – 12 de març de 1905    | 1 any 129 dies     | Giovanni Giolitti (2a vegada)                         | PLI                            |
| 26.         | 12 de març de 1905 – 28 de març de 1905       | 16 dies            | Tommaso Tittoni                                       | PLCI                           |
| 27.         | 28 de març de 1905 – 8 de febrer de 1906      | 317 dies           | Alessandro Fortis                                     | PLI                            |
| 28.         | 8 de febrer de 1906 – 29 de maig de 1906      | 110 dies           | Sidney Sonnino (1a vegada)                            | PLCI                           |
| 29.         | 29 de maig de 1906 – 11 de desembre de 1909   | 3 anys 196 dies    | Giovanni Giolitti (3a vegada)                         | PLI                            |
| 30.         | 11 de desembre de 1909 – 31 de març de 1910   | 110 dies           | Sidney Sonnino (2a vegada)                            | PLCI                           |
| 31.         | 31 de març de 1910 – 30 de març de 1911       | 364 dies           | Luigi Luzzatti                                        | PLI                            |
| 32.         | 30 de març de 1911 – 21 de març de 1914       | 2 anys 356 dies    | Giovanni Giolitti (4a vegada)                         | PLI                            |
| 33.         | 21 de març de 1914 – 18 de juny de 1916       | 2 anys 89 dies     | Antonio Salandra                                      | PLCI                           |
| 34.         | 18 de juny de 1916 – 29 d'octubre de 1917     | 1 any 134 dies     | Paolo Boselli                                         | PLCI                           |
| 35.         | 29 d'octubre de 1917 – 23 de juny de 1919     | 1 any 236 dies     | Vittorio Emanuele Orlando                             | PLI                            |
| 36.         | 23 de juny de 1919 – 15 de juny de 1920       | 358 dies           | Francesco Saverio Nitti                               | PR                             |
| 37.         | 15 de juny de 1920 – 4 de juliol de 1921      | 1 any 19 dies      | Giovanni Giolitti (5a vegada)                         | PLI                            |
| 38.         | 4 de juliol de 1921 – 26 de febrer de 1922    | 237 dies           | Ivanoe Bonomi (1a vegada)                             | PRSI                           |
| 39.         | 26 de febrer de 1922 – 31 d'octubre de 1922   | 247 dies           | Luigi Facta                                           | PLI                            |
| 40.         | 31 d'octubre de 1922 – 25 de juliol de 1943   | 20 anys 267 dies   | Benito Mussolini                                      | PNFI                           |
| 41.         | 25 de juliol de 1943 – 18 de juny de 1944     | 329 dies           | Mariscal Pietro Badoglio (Govern Militar Provisional) | Cap                            |
| 42.         | 18 de juny de 1944 – 21 de juny de 1945       | 1 any 3 dies       | Ivanoe Bonomi (2a vegada)                             | PLDI                           |
| 43.         | 21 de juny de 1945 – 10 de desembre de 1945   | 172 dies           | Ferruccio Parri                                       | PAI                            |
| 44. (1.)    | 10 de desembre de 1945 – 17 d'agost de 1953   | 7 anys 247 dies    | Alcide De Gasperi                                     | DCI                            |
| 45. (2.)    | 17 d'agost de 1953 – 19 de gener de 1954      | 155 dies           | Giuseppe Pella                                        | DCI                            |
| 46. (3.)    | 19 de gener de 1954 – 10 de febrer de 1954    | 22 dies            | Amintore Fanfani (1a vegada)                          | DCI                            |
| 47. (4.)    | 10 de febrer de 1954 – 6 de juliol de 1955    | 1 any 146 dies     | Mario Scelba                                          | DCI                            |
| 48. (5.)    | 6 de juliol de 1955 – 20 de maig de 1957      | 1 any 318 dies     | Antonio Segni (1a vegada)                             | DCI                            |
| 49. (6.)    | 20 de maig de 1957 – 2 de juliol de 1958      | 1 any 43 dies      | Adone Zoli                                            | DCI                            |
| 50. (7.)    | 2 de juliol de 1958 – 16 de febrer de 1959    | 229 dies           | Amintore Fanfani (2a vegada)                          | DCI                            |
| 51. (8.)    | 16 de febrer de 1959 – 26 de març de 1960     | 1 any 39 dies      | Antonio Segni (2a vegada)                             | DCI                            |
| 52. (9.)    | 26 de març de 1960 – 27 de juliol de 1960     | 123 dies           | Fernando Tambroni-Armaroli                            | DCI                            |
| 53. (10.)   | 27 de juliol de 1960 – 22 de juny de 1963     | 2 anys 330 dies    | Amintore Fanfani (3a vegada)                          | DCI                            |
| 54. (11.)   | 22 de juny de 1963 – 5 de desembre de 1963    | 166 dies           | Giovanni Leone (1a vegada)                            | DCI                            |
| 55. (12.)   | 5 de desembre de 1963 – 25 de juny de 1968    | 4 anys 203 dies    | Aldo Moro (1a vegada)                                 | DCI                            |
| 56. (13.)   | 25 de juny de 1968 – 13 de desembre de 1968   | 171 dies           | Giovanni Leone (2a vegada)                            | DCI                            |
| 57. (14.)   | 13 de desembre de 1968 – 6 d'agost de 1970    | 1 any 236 dies     | Mariano Rumor (1a vegada)                             | DCI                            |
| 58. (15.)   | 6 d'agost de 1970 – 17 de febrer de 1972      | 1 any 196 dies     | Emilio Colombo                                        | DCI                            |
| 59. (16.)   | 17 de febrer de 1972 – 7 de juliol de 1973    | 1 any 140 dies     | Giulio Andreotti (1a vegada)                          | DCI                            |
| 60. (17.)   | 7 de juliol de 1973 – 23 de novembre de 1974  | 1 any 138 dies     | Mariano Rumor (2a vegada)                             | DCI                            |
| 61. (18.)   | 23 de novembre de 1974 – 29 de juliol de 1976 | 1 any 250 dies     | Aldo Moro (2a vegada)                                 | DCI                            |
| 62. (19.)   | 29 de juliol de 1976 – 4 d'agost de 1979      | 3 anys 6 dies      | Giulio Andreotti (2a vegada)                          | DCI                            |
| 63. (20.)   | 4 d'agost de 1979 – 18 d'octubre de 1980      | 1 any 74 dies      | Francesco Cossiga                                     | DCI                            |
| 64. (21.)   | 18 d'octubre de 1980 – 28 de juny de 1981     | 253 dies           | Arnaldo Forlani                                       | DCI                            |
| 65. (22.)   | 28 de juny de 1981 – 1 de desembre de 1982    | 1 any 156 dies     | Giovanni Spadolini                                    | PRI                            |
| 66. (23.)   | 1 de desembre de 1982 – 4 d'agost de 1983     | 246 dies           | Amintore Fanfani (4a vegada)                          | DCI                            |
| 67. (24.)   | 4 d'agost de 1983 – 17 d'abril de 1987        | 3 anys 257 dies    | Bettino Craxi                                         | PSI                            |
| 68. (25.)   | 17 d'abril de 1987 – 28 de juliol de 1987     | 102 dies           | Amintore Fanfani (5a vegada)                          | DCI                            |
| 69. (26.)   | 28 de juliol de 1987 – 13 d'abril de 1988     | 259 dies           | Giovanni Goria                                        | DCI                            |
| 70. (27.)   | 13 d'abril de 1988 – 22 de juliol de 1989     | 1 any 101 dies     | Ciriaco De Mita                                       | DCI                            |
| 71. (28.)   | 22 de juliol de 1989 – 24 d'abril de 1992     | 2 anys 341 dies    | Giulio Andreotti (3a vegada)                          | DCI                            |
| 72. (29.)   | 24 d'abril de 1992 – 28 d'abril de 1993       | 304 dies           | Giuliano Amato (1a vegada)                            | PSI                            |
| 73. (30.)   | 28 d'abril de 1993 – 10 de maig de 1994       | 1 any 13 dies      | Carlo Azeglio Ciampi                                  | Independent                    |
| 74. (31.)   | 10 de maig de 1994 – 17 de gener de 1995      | 251 dies           | Silvio Berlusconi (1a vegada)                         | FI                             |
| 75. (32.)   | 17 de gener de 1995 – 17 de maig de 1996      | 1 any 122 dies     | Lamberto Dini                                         | Independent/Renovació italiana |
| 76. (33.)   | 17 de maig de 1996 – 21 d'octubre de 1998     | 2 anys 156 dies    | Romano Prodi (1a vegada)                              | L'Ulivo                        |
| 77. (34.)   | 21 d'octubre de 1998 – 25 d'abril de 2000     | 1 any 188 dies     | Massimo D'Alema                                       | DS                             |
| 78. (35.)   | 25 d'abril de 2000 – 11 de juny de 2001       | 1 any 46 dies      | Giuliano Amato (2a vegada)                            | L'Ulivo                        |
| 79. (36.)   | 11 de juny de 2001 – 17 de maig de 2006       | 4 anys 340 dies    | Silvio Berlusconi (2a vegada)                         | FI                             |
| 80. (37.)   | 17 de maig de 2006 – 8 de maig de 2008        | 1 any 357 dies     | Romano Prodi (2a vegada)                              | L'Ulivo/PD                     |
| 81. (38.)   | 8 de maig de 2008 – 16 de novembre de 2011    | 3 anys 192 dies    | Silvio Berlusconi (3a vegada)                         | PdL                            |
| 82. (39.)   | 16 de novembre de 2011 – 28 d'abril de 2013   | 1 any 163 dies     | Mario Monti                                           | Independent/Elecció Civica     |
| 83. (40.)   | 28 d'abril de 2013 – 22 de febrer de 2014     | 300 dies           | Enrico Letta                                          | PD                             |
| 84. (41.)   | 22 de febrer de 2014 – 12 de desembre de 2016 | 2 anys 294 dies    | Matteo Renzi                                          | PD                             |
| 85. (42.)   | 12 de desembre de 2016 – 1 de juny de 2018    | 1 any 171 dies     | Paolo Gentiloni                                       | PD                             |
| 86. (43.)   | 1 de juny de 2018 – 13 de febrer de 2021      | 2 anys 257 dies    | Giuseppe Conte                                        | Independent                    |
| 87. (44.)   | 13 de febrer de 2021 – 22 d'octubre de 2022   | 1 any 251 dies     | Mario Draghi                                          | Independent                    |
| 88. (45.)   | 22 d'octubre de 2022 –                        |                    | Giorgia Meloni                                        | Germans d'Itàlia               |